# Bachmühle
Bachmühle is een plaats in de Duitse gemeente Lichtenau (Mittelfranken), deelstaat Beieren.